# Virus (альбом)
Virus — десятый студийный альбом шведской группы Hypocrisy, выпущенный 5 сентября 2005 года на лейбле Nuclear Blast.
Virus — первый альбом, записанный с новым барабанщиком Рейдаром Хоргхагеном, который, кроме Hypocrisy, играет ещё и в блэк-метал-группе Immortal, и вторым гитаристом Андресом Холмой. На песню «Scrutinized» был снят видеоклип.
Тринадцатая песня бонусного DVD была записана в Страсбурге во время тура 2004 года в поддержку Cannibal Corpse, это кавер на песню «Total Disaster» группы Destruction.

## Список композиций
| №                   | Название                       | Длительность |
| ------------------- | ------------------------------ | ------------ |
| 1.                  | «XVI»                          | 0:16         |
| 2.                  | «War-Path»                     | 4:23         |
| 3.                  | «Scrutinized»                  | 4:25         |
| 4.                  | «Fearless»                     | 4:24         |
| 5.                  | «Craving for Another Killing»  | 3:50         |
| 6.                  | «Let the Knife Do the Talking» | 4:15         |
| 7.                  | «A Thousand Lies»              | 4:52         |
| 8.                  | «Incised Before I’ve Ceased»   | 4:28         |
| 9.                  | «Blooddrenched»                | 3:42         |
| 10.                 | «Compulsive Psychosis»         | 4:14         |
| 11.                 | «Living to Die»                | 5:42         |
| Общая длительность: | Общая длительность:            | 48:07        |

| №                   | Название            | Длительность |
| ------------------- | ------------------- | ------------ |
| 12.                 | «Watch Out (демо)»  | 3:34         |
| Общая длительность: | Общая длительность: | 51:41        |

### Ограниченное DVD издание
Существует также ограниченное DVD издание альбома, в котором дополнительно присутствуют следующие треки:
| №                   | Название                          | Длительность |
| ------------------- | --------------------------------- | ------------ |
| 1.                  | «Born Dead Buried Alive»          | 4:37         |
| 2.                  | «Fusion Programmed Mind»          | 4:15         |
| 3.                  | «Adjusting the Sun»               | 4:45         |
| 4.                  | «Eraser»                          | 5:11         |
| 5.                  | «Turn the Page»                   | 4:20         |
| 6.                  | «Fire in the Sky»                 | 5:08         |
| 7.                  | «Necronomicon»                    | 4:35         |
| 8.                  | «Slaves to the Parasites»         | 5:09         |
| 9.                  | «Reborn»                          | 3:19         |
| 10.                 | «Roswell 47»                      | 4:22         |
| 11.                 | «God is a Lie»                    | 3:02         |
| 12.                 | «Deathrow (No Regrets)»           | 6:07         |
| 13.                 | «Total Disaster» (бонусный трек)» | 4:05         |
| Общая длительность: | Общая длительность:               | 58:55        |

Треки 1-12 были записаны в Страсбурге 4 августа 2004 года. Тринадцатый трек был записан на фестивале Bang Your Head 2003.

## Участники записи
- Петер Тэгтгрен − гитара, вокал
- Микаэль Хэдлунд − бас
- Рейдар Хоргхаген − ударные
- Андреас Холма — гитара